# 101 далматинець
«101 далматинець» (англ. «One Hundred And One Dalmatians») — 17-й повнометражний анімаційний фільм, знятий студією «Walt Disney Pictures» у 1961 році за мотивами однойменної повісті письменниці Доді Сміт.

## Сюжет
Дія відбувається в 50-х роках у Великій Британії. Холостий композитор – пісняр Роджер Редкліфф зі своїм Далматинцем Понго живе в Лондоні. Пес мріяв одружити свого господаря на симпатичній дівчині з симпатичною собакою, щоб не ущемити й власних інтересів. Нарешті, відповідна кандидатура для цього знайдена. Це якась Аніта з далматинкою Педді. Понго береться за справу, молоді люди нібито випадково знайомляться в сквері й незабаром одружуються. Тепер вони живуть вп'ятьох: Роджер, Аніта, Ненні (покоївка і кухарка), Понго і Педді.
Незабаром у собачій парі народилися 15 цуценят. Шкільна подруга Аніти, Лютелла де Віль, схиблена на хутрі, спочатку намагається їх купити, але після відмови замовляє викрадення цуценят. Вони їй потрібні, щоб пошити собі шубу з їх шкірок. Два бовдури-бандити Шпала (Джаспер) і Горщик (Хорас) Бякін викрадають та відвозять цуценят в далекий маєток де Віль «Хелл Хол», розташований недалеко від Саффолка.
Тим часом пошукати викрадених 15 цуценят займається поліція, але без успіху. Тоді Понго і Педді вирішують взяти справу у свої лапи й кидають клич серед навколишніх собак з проханням передати далі. Тим часом новини доходять на ферму, недалеко від Саффолку, де живуть кінь Капітан, кіт Сержант і пес Полковник. Запідозривши, що в маєтку Де Віль, Хелл-Холі, щось не так (виявили дим з труби й проїхавшу машину Лютелли у бік замку), вони передають новини назад до Лондона. Так Понго і Педді дізнаються місцеперебування викрадених цуценят і йдуть в небезпечну подорож через половину Англії, щоб врятувати своїх дітей.
В мандрах їм допомагають не тільки собаки різних порід (коллі, лабрадор та ін.), а й Капітан, Сержант Тібс, Полковник, та три корови. У маєтку Понго і Педді знаходять не лише своїх цуценят, але і ще 84 цуценят далматинців, викрадених або куплених Лютеллою. Вони втікають всі разом. Тим часом поки втікачі добиралися до Лондона, Лютелла, Шпала і Горщик об'їжджали околиці в пошуках зниклих цуценят. Оскільки події відбувалися взимку перед Різдвом, то цуценят вирахували по слідах в снігу.
Так в Саффолку Понго, порадившись з місцевим лабрадором, вирішує вимазати всіх цуценят в сажі для маскування. Але коли вони прямували вулицею до вантажівки, краплі від талих бурульок падали на шкурки й розмивали бруд. Лютелла це помітила, та перебуваючи секунду в шоковому стані від того, що сталося, вона на шаленій швидкості їде навздогін за вантажівкою по головній дорозі. Шпала і Горщик на своєму фургоні їхали по об'їзній, але зіткнулися з машиною Лютелли.
В результаті їх машини розбиваються, самі вони злітають разом в кювет, але залишаються живі. Подальша доля лиходіїв невідома. Вантажівка щасливо потрапляє в Лондон. Потрапивши додому, Роджер і Аніта приймають всіх 99 цуценят. 

## Персонажі
- Понго — Далматинець, називає свого господаря «вихованець». Є чоловіком Педді.
- Петті — Далматинка, улюблениця Аніти. Дружина Понго.
- Роджер — Господар Понго, чоловік Аніти. Любить складати пісні про кохання.
- Аніта — Господиня Педді, дружина Роджера.
- Лютелла де Віль - Шкільна подруга Аніти та головна лиходійка, дуже пристрастно любить шуби.
- Шпала (Ориг. Джаспер) - Один із бовдурів-бандитів найманих Лютеллою, щоб вони викрали цуценят, худий та високий.
- Горщик (Ориг. Хорас) - Напарник Шпали, трохи розумніший, більш гладкий та короткий.

## У ролях
| Персонаж                           | Озвучка (оригінал) |
| ---------------------------------- | ------------------ |
| Понго (Pongo)                      | Род Тейлор         |
| Роджер (Roger)                     | Бен Райт           |
| Аніта (Anita)                      | Ліса Дейвіс        |
| Лютелла де Віль (Cruella de Vil)   | Бетті Лу Герсон    |
| Петіта (Perdita)                   | Кейт Бауер         |
| Няня (Nanny)                       | Марта Вентворт     |
| Шпала (Jasper Badun)               | Джей Пет О'Меллі   |
| Горщик (Horace Badun)              | Фредерік Ворлок    |
| Телеведучий (Television announcer) | Рамсей Гілл        |
| Лабрадор (Labrador)                | Рамсей Гілл        |
| Капітан (Capitan)                  | Терл Равенскрофт   |

## Український дубляж
- Іван Розін — Понго
- Михайло Жонін — Роджер Редкліфф
- Катерина Сергеєва — Аніта Редкліфф
- Ольга Радчук — Лютелла де Віль
- Катерина Брайковська — Петіта
- Надія Кондратовська — Няня
- Юрій Коваленко — Шпала
- Олег Лепенець — Горщик
- Євген Малуха — Телеведучий
- Ярослав Чорненький — Лабрадор
- Григорій Герман — Капітан
- А також: Тетяна Антонова, Аделіна Бабешко, Андрій Семенюк, Богдан Семенюк, Ганна Бруквенко, Євген Пашин, Ігор Тимошенко, Катерина Пурцеладзе, Марія Доріченко, Олександр Мостовенко, Олена Бондарєва-Рєпіна, Ангеліна Литвиненко, Артем Шемет, Віталій Дорошенко, Глеб Сочивець, Денис Капустін, Дмитро Великий, Женя Буквенко, Карина Бідоленко, Леонід Тітов, Назар Задніпровський, Олексій Паламаренко, Саша Лопата.

Дубльовано студією «AdiozProduction» на замовлення «Disney Character Voices International» у 2008 році.
- Режисер дубляжу — Віталій Дорошенко
- Перекладач тексту та пісень — Сергій Ковальчук
- Музичний керівник — Тетяна Слесарєва
- Диктор — Ярослав Чорненький

## Створення
Після того, як мультфільм «Спляча красуня», бюджет якого становив 6 мільйонів доларів, що не приніс стільки грошей, на скільки сподівався Дісней, стали ходити чутки, що розділ мультиплікації на студії Дісней буде закритий. Уолт Дісней відчайдушно потребував зменшення витрат. Люди навколо говорили: «Забудь про анімацію, у тебе є телебачення, ти знімаєш ігрові фільми. У тебе є свій парк».
Довгий час Уолт Дісней підтримував стосунки з письменницею Доді Сміт ще до екранізації її новели. Сама вона дала позитивну оцінку роботі Діснея і додала, що «її книзі якраз не вистачало такої перчинки».

## Цікаві факти
- Це перший анімаційний фільм Діснея, повністю побудований методом ксерографії. До цього використовували тільки мальовану мультиплікацію, іноді з частковим копіюванням анімації.
- Лютелла Де Віль стала останньою роботою аніматора Марка Девіса на студії Уолта Діснея - після виходу картини в прокат він подав прохання про звільнення.
- Марк Девіс особисто анімував Лютеллу Де Віль (по транслітерації також відома як Круелла Де Віль; англ. Cruella De Vil) протягом усієї мультиплікації. У сцені, де Лютелла виписує чек Аніті, проглядаються нестерті від олівця контури побудови зображення.
- У мультфільмі є одна реально знята сцена. У сцені, де Лютелла на машині з моста потрапляє в кювет, машина буксує і виїжджає з яру. Спеціально для цієї сцени була зроблена паперова модель машини Лютелли.
- Вперше в мультфільмах Діснея з'являється флірт двох людських персонажів — а саме Аніта і Роджер після першого візиту Лютелли заграють один з одним.
- Під час сцени «сутінкове гавкання» з'являються кілька персонажів з мультфільму «Леді та Блудько» (Леді, Джок, Пег і Бул).